# Asilus filiformis
Asilus filiformis là một loài ruồi trong họ Asilidae. Asilus filiformis được Olivier miêu tả năm 1789. Loài này phân bố ở vùng Cổ Bắc giới.